# Fontina
Fontina is een beetje zachte, strogele kaas met een licht zoete, nootachtige smaak. De kaas heeft kleine, ronde gaatjes.
Van oorsprong komt Fontina uit noordwest Italië, uit Aosta.

## Gebruik
Deze tafelkaas wordt vaak geserveerd met bleekselderij of druiven of op getoast witbrood. Deze kaas is ook geschikt om mee te koken, zeker voor saus en vullingen, omdat hij gemakkelijk smelt. Ook is er een fonduevariant van de Fontina, die uit Piëmont komt, die met eigeel, melk en witte truffels wordt bereid.
De kaas heeft een zeer uitgesproken geur.